# Turgenie
Die Turgenie (Turgenia latifolia) ist die einzige Art der Pflanzengattung Turgenia innerhalb der Familie der Doldenblütler (Apiaceae).

## Trivialnamen
Weitere Trivialnamen sind Breitblättrige Turgenie, Breitblättrige Haftdolde, Klettendolde, Turgenie, Gemeiner Heckenkerbel und Breitblättrige Klettendolde. Darüber hinaus sind regional auch die Trivialnamen Bettelläuse (Schmalkalden) und Filzläuse (Fulda) belegt.

## Beschreibung

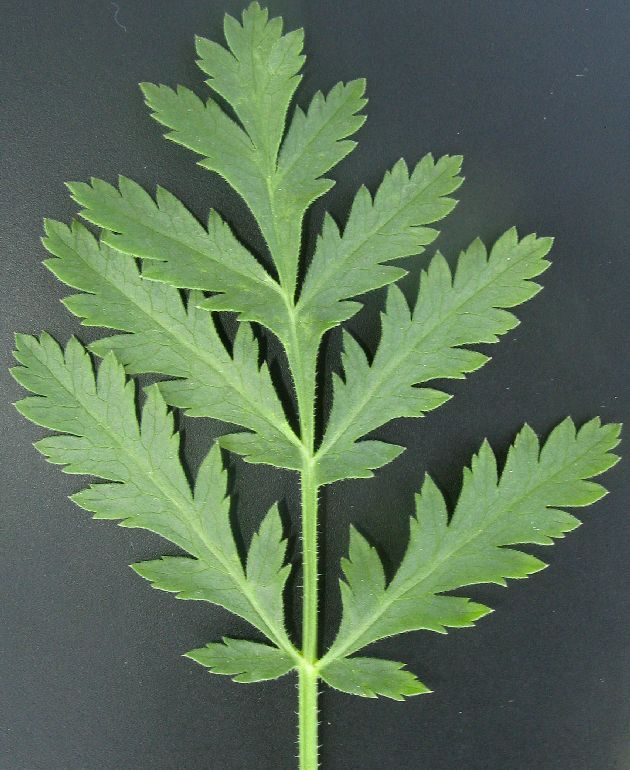
Laubblatt

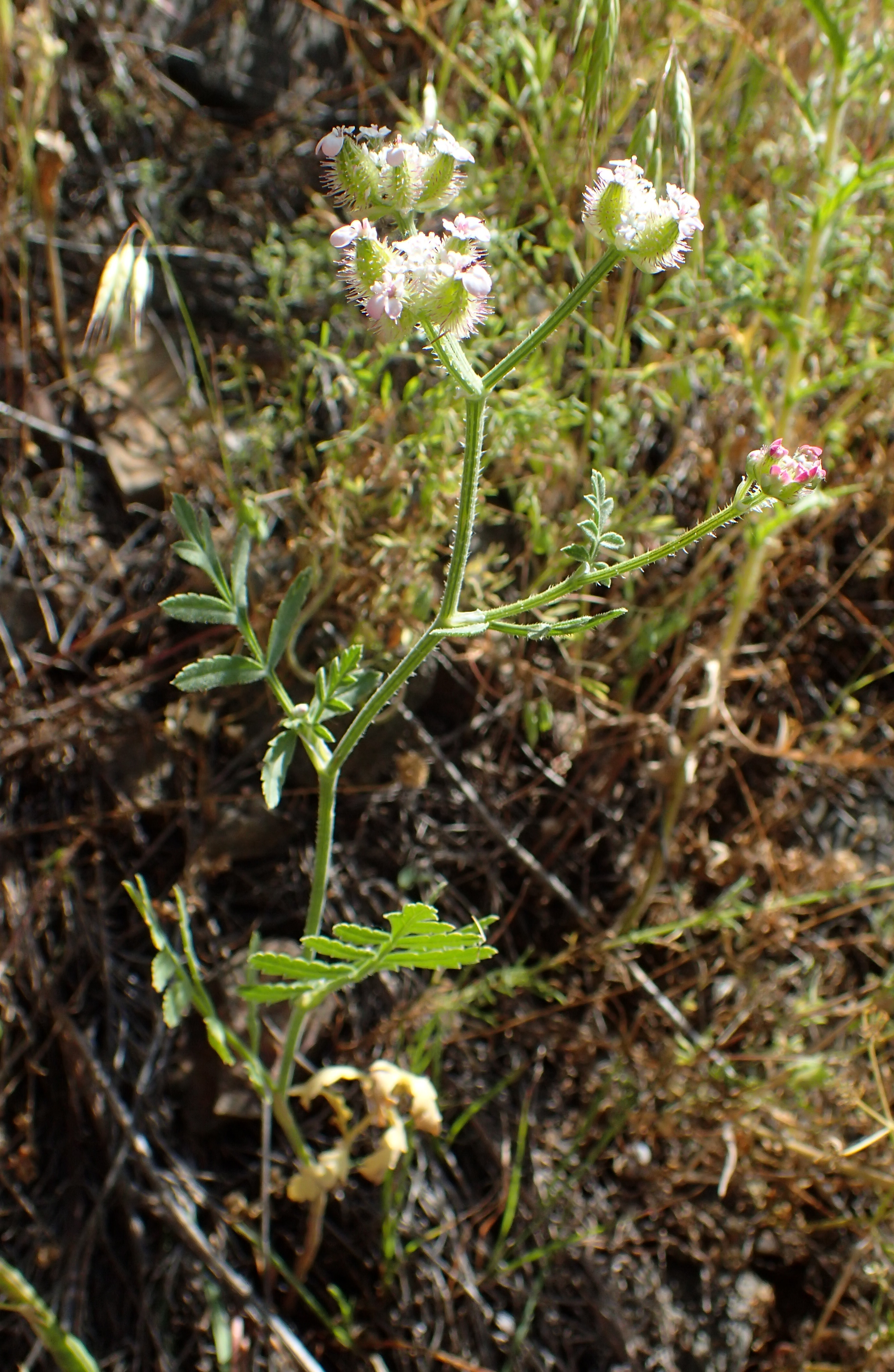
Habitus, Laubblätter und Blütenstand

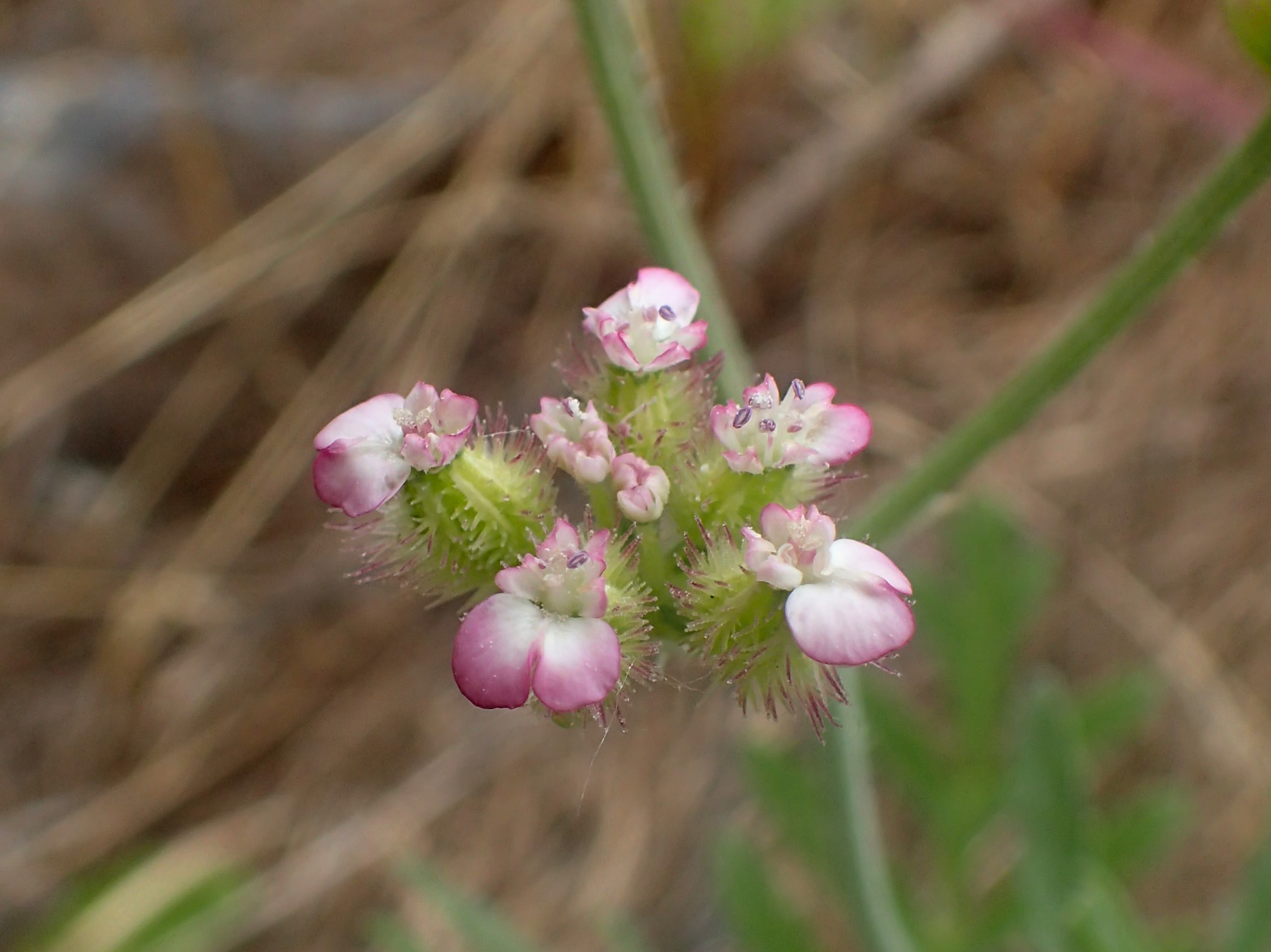
Döldchen in Detail mit Blüten

### Vegetative Merkmale
Die Klettendolde ist eine einjährige krautige Pflanze und erreicht Wuchshöhen von 15 bis 40, selten bis zu 60 Zentimetern. Die Wurzel ist dünn und spindelförmig. Der Stängel ist gefurcht, mit sehr kurzen Borsten behaart und im oberen Teil von längeren Haaren besetzt.
Die unteren Laubblätter sind gestielt, die oberen auf ihren Blattscheiden sitzend. Die Laubblätter sind einfach gefiedert beziehungsweise fiederschnittig. Die Blattscheiden sind länglich und besitzen einen weißen kurzhaarigen Hautrand. Jedes Blatt besitzt jederseits der Blattrhachis meist vier einander gegenüberstehende Blattabschnitte. Die Blattabschnitte sind bei einer Länge von 15 bis 50 Millimetern lanzettlich bis eiförmig, gesägt bis fiederteilig. Die Blattabschnitte sind eingeschnitten gezähnt und diese Zähne besitzen eine aufgesetzte, gelbe Spitze. Die Blattunterseite ist anliegend bis abstehend behaart und an den Rändern oft bewimpert.

### Generative Merkmale
Die Blütezeit reicht in der Schweiz von Juni bis August. Die langgestielte doppeldoldige Blütenstand besitzt zwei bis fünf borstige Strahlen. Die zwei bis fünf Hüllblätter und die fünf bis sieben Hüllchenblätter sind eiförmig-lanzettlich bis oval und sehr breit hautrandig. Der Hautrand ist so breit oder breiter als der grüne Mittelteil. Die Döldchen enthalten nur wenige Blüten.
Die inneren Blüten sind männlich und langgestielt. Die drei bis fünf äußeren Blüten sind zwittrig, kurzgestielt und strahlend. Dieses Strahlen, das bei einer Reihe von Doldenblütlern beobachtet werden kann, bedeutet, dass die Kronblätter der am äußeren Rand stehenden Blüten stärker entwickelt sind als die nicht am äußeren Rand stehenden, sodass ein Gesamtbild der Dolde wie eine Art Strahlenkranz erscheint. Am deutlichsten ist das beim Strahlen-Breitsamen (Orlaya grandiflora) zu sehen. Die Blüten besitzen eine doppelte Blütenhülle. Die Kelchblätter sind lanzettlich. Die weißen, rosafarbenen oder braun-roten Blütenkronblätter sind etwa 5 Millimeter lang und tief zweilappig.
Die wenigen kurz gestielten Früchte sind bei einer Länge von 6 bis 10 Millimetern sowie einer Breite von bis zu 7 Millimetern eiförmig. Sie tragen mehr oder weniger gerade Stacheln in zwei bis drei Reihen.
Die Chromosomenzahl beträgt 2n = 32.

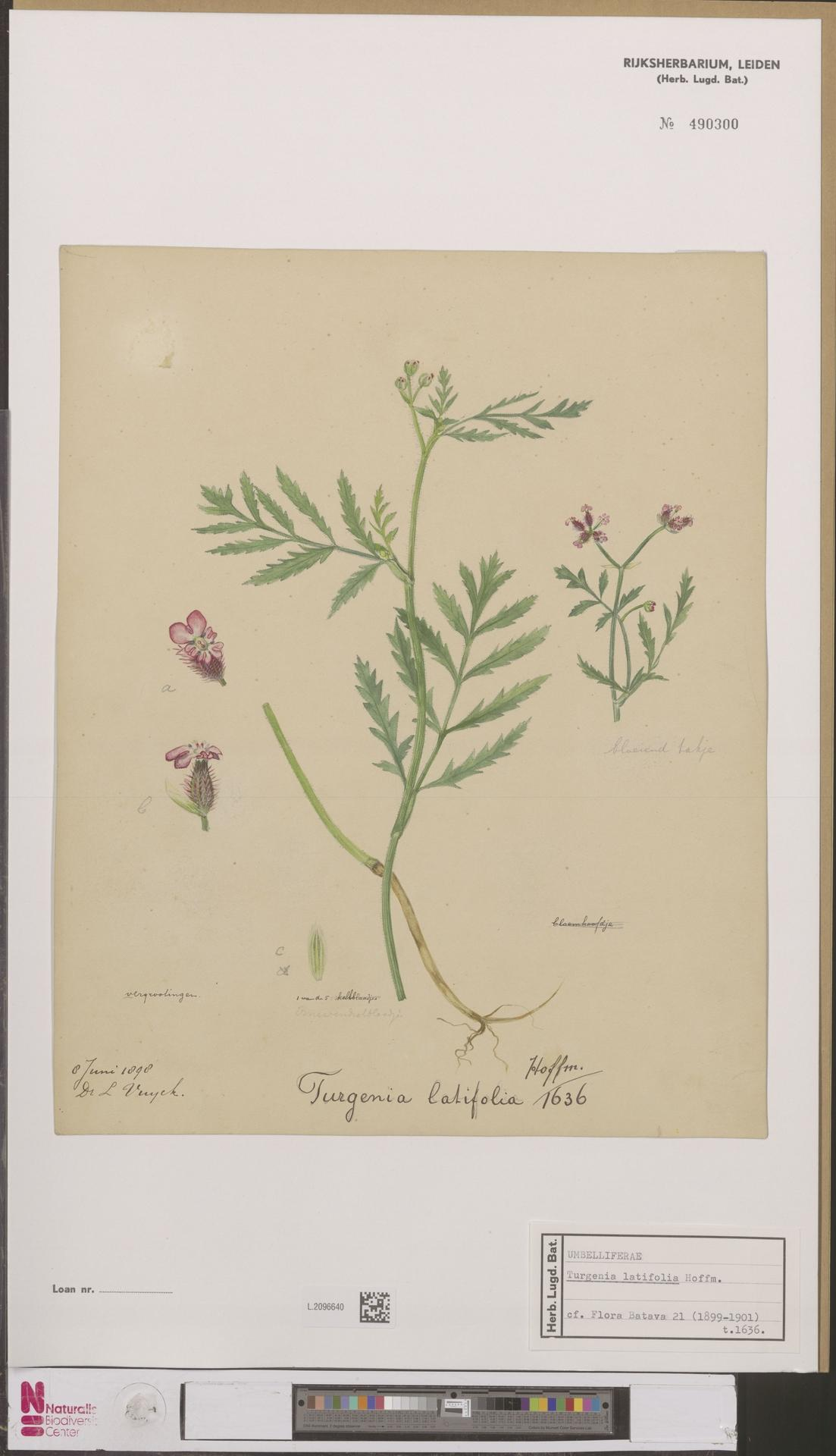
Illustration

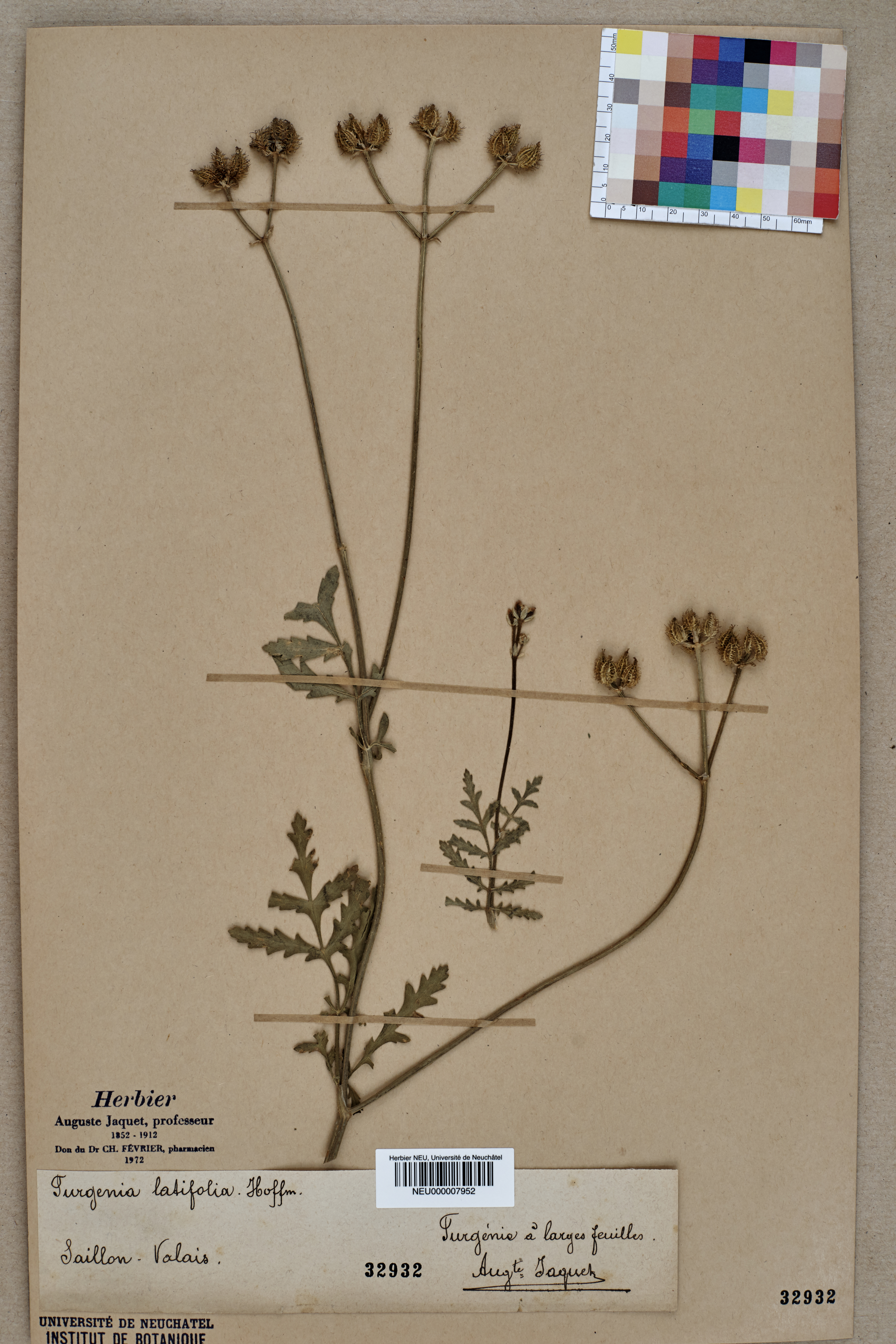
Herbarbeleg (bitte keine Pflanzenteile aus Naturbeständen entnehmen)

## Ökologie
Die Klettendolde ist ein Therophyt.
Die Bestäubung erfolgt sowohl durch Insekten als auch im Wege der Selbstbestäubung. Die Ausbreitung der Diasporen erfolgt durch Klettausbreitung.

## Vorkommen
Turgenia latifolia ist von Nordafrika, Süd-, Mittel- und Osteuropa über Westasien, dem Kaukasusraum, Zentralasien, Indien, Pakistan bis Xinjiang weitverbreitet. Sie kommt in der meridionalen und südtemperaten Unterzone vor. Sie steigt auf der Iberischen Halbinsel in Höhenlagen bis zu 1600 Meter auf.
In Süddeutschland ist die Turgenie ein Archaeophyt. In Norddeutschland gilt sie als Neophyt und wurde dort 1888 festgestellt. In Deutschland gilt sie als „vom Aussterben bedroht“.
Die Turgenie gedeiht in Mitteleuropa am besten auf skelettreichen, extensiv bewirtschafteten Kalkäckern. Sie ist pflanzensoziologisch eine Charakterart des Caucalido-Scandicetum aus dem Verband Caucalidion lappulae.
Die ökologischen Zeigerwerte nach Landolt et al. 2010 sind in der Schweiz: Feuchtezahl F = 2+w (frisch aber mäßig wechselnd), Lichtzahl L = 4 (hell), Reaktionszahl R = 4 (neutral bis basisch), Temperaturzahl T = 4+ (warm-kollin), Nährstoffzahl N = 3 (mäßig nährstoffarm bis mäßig nährstoffreich), Kontinentalitätszahl K = 4 (subkontinental).

## Systematik
Die Erstveröffentlichung erfolgte 1753 unter dem Namen (Basionym) Tordylium latifolium durch Carl von Linné in Species Plantarum, Tomus I, S. 240. Das Artepitheton latifolia bedeutet „breitblättrig“. Die Neukombination zu Turgenia latifolia (L.) Hoffm. wurde 1814 durch Georg Franz Hoffmann in Genera Plantarum Umbelliferarum ... S. 49 veröffentlicht. Ein weiteres Synonym für Turgenia latifolia (L.) Hoffm. ist Caucalis latifolia (L.) L.
Die Gattung Turgenia wurde 1814 durch Georg Franz Hoffmann in Genera Plantarum Umbelliferarum, XXVI, S. 59–60 aufgestellt. Der Gattungsname Turgenia ehrt den russischen Historiker Alexander Iwanowitsch Turgenew (1784–1845).
Turgenia latifolia ist die einzige Art der Gattung Turgenia Hoffm. aus der Untertribus Torilidinae der Tribus Scandiceae in der Unterfamilie Apioideae innerhalb der Familie Apiaceae.